# ХАІ-95
ХАІ-95 (ХАІ-УТЛ) — український легкий реактивний навчально-тренувальний літак.
Проект ХАІ-95 створено  у 2006 році.
Схожі літаки: Aero L-39 Albatros, Aermacchi M-346, Hongdu L-15 та Як-130.